# 仁寿寺 (北京仁寿路)
仁寿寺，位于北京市西城区仁寿路南口东侧、永安路北侧，是一座汉传佛教寺院。现已无存。

## 简介
沈德符在《万历野获编》卷二十七“京师敕建寺”条记载：“先是万历二年，仁圣太后亦出羡金，建仁寿寺于城南数里，直至十三年始报竣。”
仁寿寺的前身是元朝显德庙遗址。明朝万历元年（1573年）由仁圣太后出资，司礼监太监冯保重加修建，五年后建成，敕赐寺名为“仁寿寺”。如今的仁寿路，便因位于该路南口东侧的仁寿寺而得名。该寺早已无存，原址成为永安路北侧的北京邮政速递局（1989年成立，2008年成立北京市邮政速递物流公司，2010年成立北京市邮政速递物流有限公司），后改为北京市邮政速递物流有限公司永安路分公司。